# 聯合知識庫
聯合知識庫是聯合報系成員「聯合線上公司」的媒體資料庫平台服務，2001年2月19日上線。
聯合知識庫包括的資料源有新聞類的聯合報、經濟日報、聯合晚報、民生報（已停刊）、星報（已停刊）、Upaper（已停刊）、北美世界日報、歐洲日報（2009年8月31日起停刊），還有雜誌類的遠見雜誌、商業周刊、動腦雜誌。另外還有《影音知識庫》、《國語日報知識庫》、《中國近代報刊資料庫》：《影音知識庫》的資料源有華視新聞單則影片與華視新聞雜誌、願景工作室願景工程專題影片，《國語日報知識庫》收錄國語日報2009年至今的報版資料，《中國近代報刊資料庫》的資料源有申報（1872年－1949年）、中央日報（1928年－1949年）、臺灣日日新報（1896年－1944年）、臺灣民報（1920年－1932年）、自由中國（1949年－1960年）。除了以上的全文資料庫，另有新聞圖片資料庫、以及提供線上電子報紙服務的原版報紙資料庫。
聯合知識庫採會員制經營，會員分為免費會員與付費會員，付費會員分為個人會員、團體會員、定址會員。定址會員僅限在允許IP位址範圍內使用，在首頁單擊「定址會員登入」即可完成登入。

## 外部連結
- 聯合知識庫 （页面存档备份，存于）（中文）
- 聯合新聞網 （页面存档备份，存于） （中文）